# متجر إن بي إيه
متجر إن بي إيه (بالإنجليزية: NBA Store) هو سلسلة من تجار التجزئة المرخصين رسميًا الذين يبيعون البضائع الخاصة باتحاد كرة السلة الوطني (NBA)، ويقع أبرز هذه المتاجر في الولايات المتحدة في الجادة الخامسة وشارع 45 في منطقة مانهاتن بولاية نيويورك، وهناك سبعة فروع أخرى خارج الولايات المتحدة، وهي: واحد في ميلانو بإيطاليا، واثنان في بكين بالصين، وواحد في تايوان، وثلاثة في مترو مانيلا، وأحدث متجر في مدينة سيبو بالفلبين. يتم تشغيل موقع نيويورك بواسطة شركة فانتاستيك للبيع بالتجزئة عبر الإنترنت، والتي تدير أيضًا متجر ليج على الإنترنت، ويبيع متجر إن بي إيه أكثر من 35,000 قطعة من سلع اتحاد كرة السلة الوطني، ويضم العديد من عوامل الجذب، وغالبًا ما يزوره اللاعبون والمشاهير والقادة السياسيون، كما أنه بمثابة مقر لاتحاد كرة السلة الوطني، حيث تستضيف الجمعية الأحداث الخيرية. منذ افتتاح أول متجر لها في عام 1998، شهدت الرابطة الوطنية لكرة السلة فرص عمل متزايدة في الأسواق الخارجية، ويرجع ذلك أساسًا إلى تدفق لاعبين دوليين جدد، وكان أكبر نمو لها في الصين، حيث خلق اللاعبان ياو مينغ ويي جيانليان، جنبًا إلى جنب مع الاهتمام الناتج عن الألعاب الأولمبية الصيفية لعام 2008، طلبًا كافيًا لفتح متجرين جديدين. توسعت إن بي إيه أيضًا إلى تجارة الألعاب مثل سكند لايف، حيث أنشأت متجر إن بي إيه افتراضيًا في عام 2007، وأُغلق متجر الشارع الخامس الأصلي في 13 فبراير 2011، ونقل الدوري المتجر مؤقتًا في مساحة أصغر في 590 الشارع الخامس حتى أغسطس 2015، وافتُتِح الموقع الجديد في 545 الشارع الخامس في 21 ديسمبر 2015.

## نيويورك

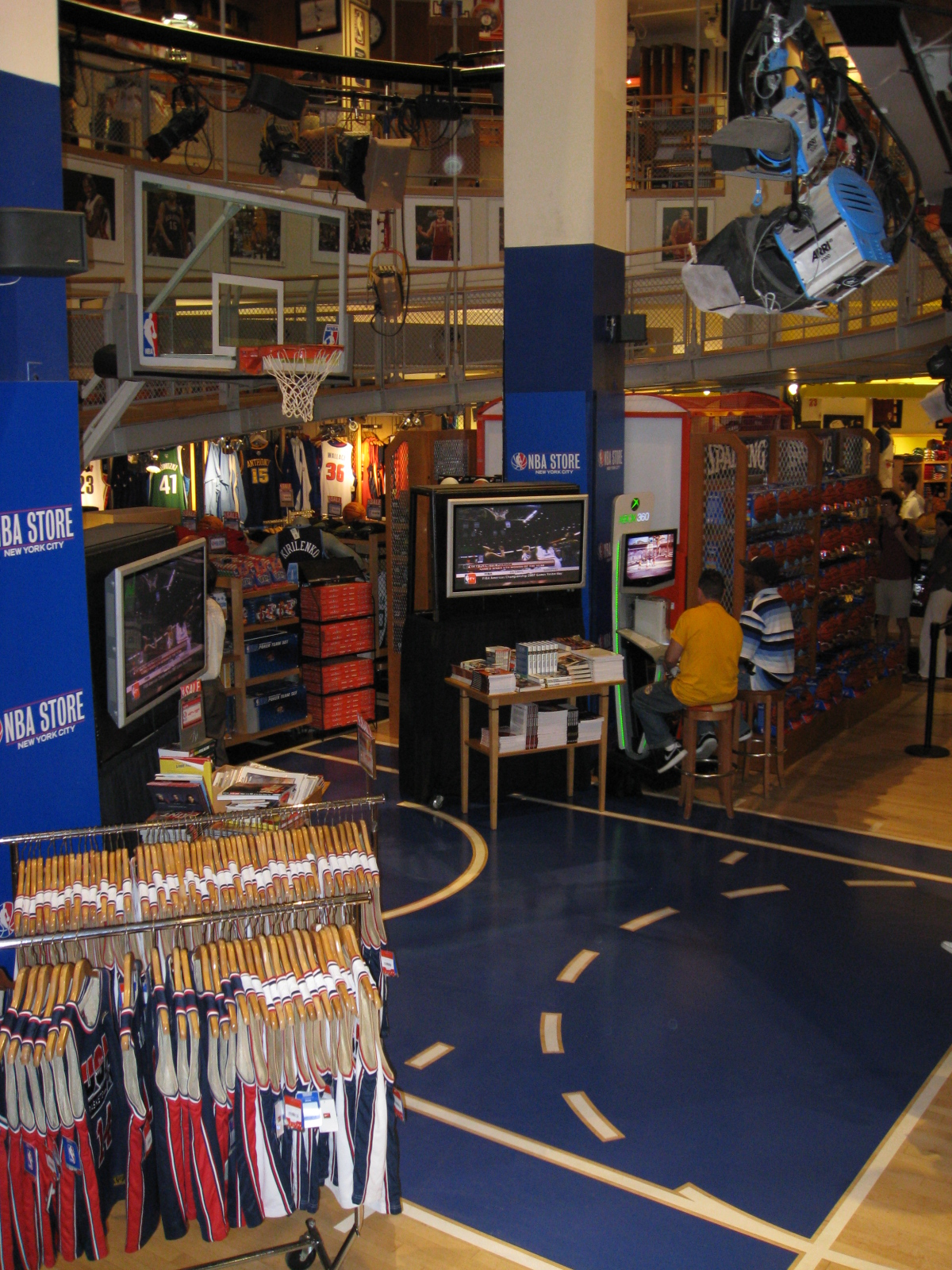
داخل متجر نيويورك الأصلي، الذي افتُتِح عام 1998.

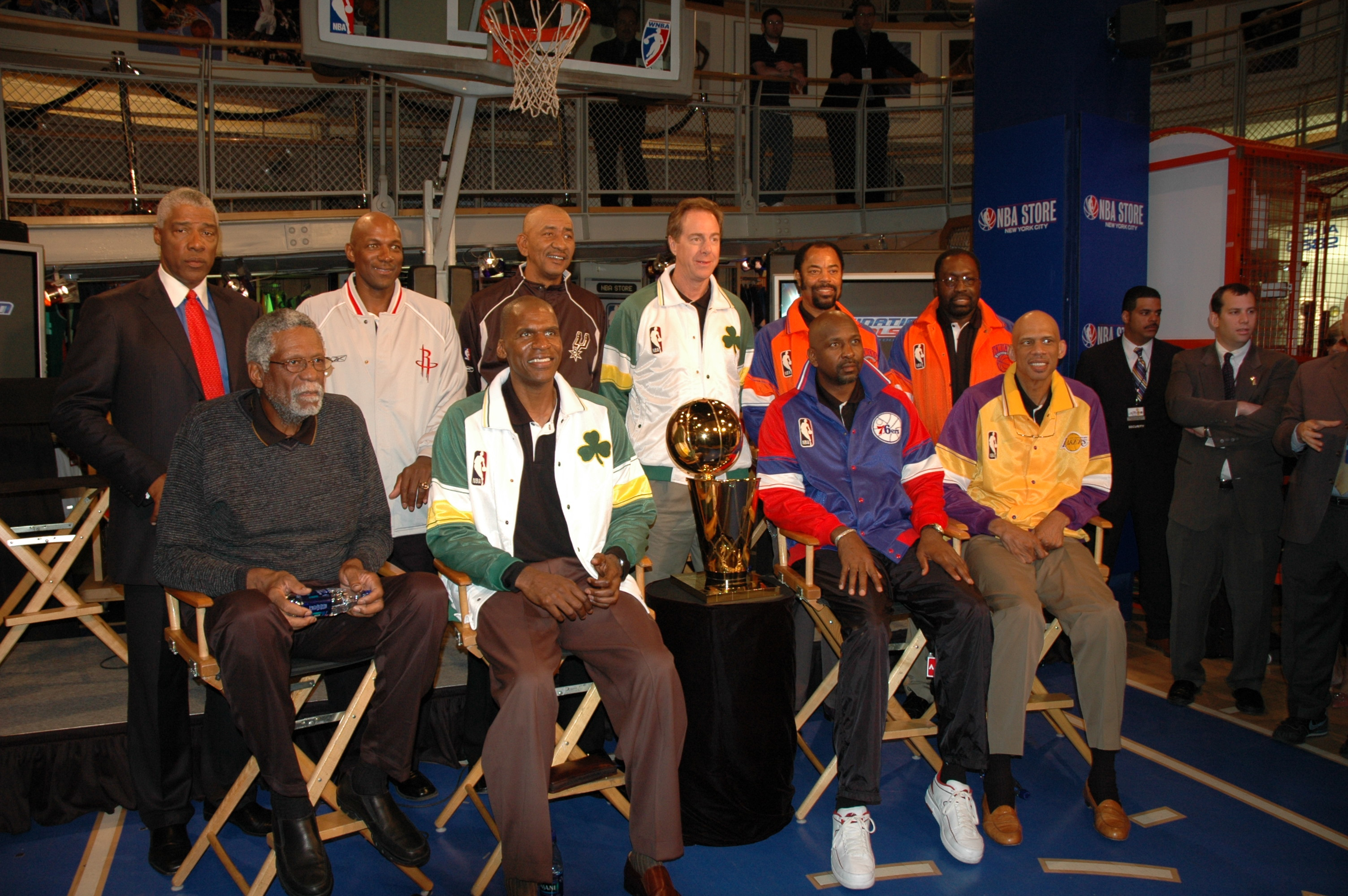
لاعبو إن بي إيه السابقين في متجر نيويورك في 2005.

أُنشئ المتجر الذي تبلغ مساحته 25,000 قدم مربع (2,300 متر مربع) في خريف عام 1998، ويقدم ألعاب فيديو مجانية وشاشات تلفزيون تعرض البث المباشر ولقطات حركة الألعاب وغيرها من عوامل الجذب، مثل مخططات قياس اللاعب، ومن بين العديد من منتجاته، يبيع المتجر قمصان اتحاد كرة السلة الوطني والاتحاد الوطني لكرة السلة النسائية الحالية، والقمصان والأحذية المقلدة للاعبين المتقاعدين، والمقتنيات، والصور الفوتوغرافية، والهدايا الأخرى، ويوجد العديد من الأقسام، مثل قسم المنزل، حيث يمكن للعملاء شراء أشياء مثل الوسائد والأطباق وغيرها من العناصر ذات الصلة بـاتحاد كرة السلة الوطني، ويحصل موظفو إن بي إيه، بما في ذلك اللاعبون، على خصم بنسبة 30٪ على مشترياتهم. البناء ينطوي على إزالة الحزم لتوفير مساحة لثقب 36×54 قدمًا في الطوابق الثلاثة السفلية من المبنى الحالي المكون من 41 طابقًا. كان ستيف كانديلورو هو حارس المتجر منذ افتتاحه في عام 1998. تمت زيارة المتجر بشكل متكرر من قبل المشاهير والسائحين ولاعبي إن بي إيه الموجودين في المدينة الذين يلعبون لصالح نيويورك نيكس وبروكلين نتس، وتمت زيارة متجر إن بي إيه من قبل ضيوف مهمين مثل الرئيس السابق بيل كلينتون، وعمدة لندن كين ليفينغستون، الذي استقبل جولة شخصية من قبل مفوض إن بي إيه ديفيد ستيرن، ويستضيف المتجر أيضًا سلسلة حفلات متجر إن بي إيه، حيث يؤدي فنانو الموسيقى أداءًا في نصف ساحة المتجر، وبعض الفنانين السابقين مثل: ميشيل برانش، وديستنيز تشايلد، وران دي إم سي، وآرون كارتر. سمح متجر إن بي إيه في مدينة نيويورك لعملائه بتأجير مناطق لحفلات أعياد الميلاد أو غيرها من الاحتفالات الخاصة، وقد استضاف الأحداث الخيرية في الماضي. خلال عيد الميلاد عام 2006، تطوعت زوجة لاعب الدوري الاميركي للمحترفين دواين وايد في إجازة يوم القيادة، وأقام فريق نيويورك نيكس بانتظام أحداثًا مثل التوقيعات للتوريدات في متجر إن بي إيه، حيث يلتقي لاعبو نيويورك مثل إدي كاري وزاك راندولف وكيم هامبتون، ولاعبات من الاتحاد الوطني لكرة السلة النسائية مع المعجبين، ويوقعون على العناصر في محاولة لرفع اللوازم المدرسية للأطفال والأكاديميين. في عام 2007، أقام المتجر معرضًا للأزياء للاحتفال باستحواذ مجموعة الوجهة على شركة الملابس الرجالية الكبيرة والطويلة، وهي شركة مشهورة بين الرياضيين والمشاهير لملابسها الرياضية المخصصة، وكان العديد من لاعبي إن بي إيه سعداء لإظهار دعمهم.

## بكين
كما يبيع الإن بي إيه منتجاته خارج الولايات المتحدة، على الأخص في الصين. وتوفر عمليات الإن بي إيه الدولية 10% فقط من إجمالي الأرباح، ومع ذلك فقد شهد الإن بي إيه زيادة في فرص العمل المحتملة في الخارج.
كشفت الإحصاءات أن 300 مليون من سكان الصين البالغ عددهم 1.3 مليار يلعبون كرة السلة، بالإضافة إلى ذلك، حوالي 83% من الذكور الذين تتراوح أعمارهم بين 15 و 61 عاما مهتمون باللعبة، وورد أن الإن بي إيه هو الدوري الرياضي الأكثر شعبية في البلاد. في عام 2006 أُفيد بأن الإن بي إيه كان يخطط لافتتاح أول متجر له في العاصمة الصينية بكين في شارع وانج فو جينج، أو في شانغهاي، ويرجع ذلك جزئيًا إلى شعبية اللاعب ياو مينغ وشعبية اللاعب يي جيانليان في الصين. يبيع الإن بي إيه الآن منتجاته في حوالي 30,000 إلى 50,000 مكان بيع بالتجزئة في الصين. خلال موسم 2006 بث الإن بي إيه مبارياته في 215 دولة، وكان لديه 83 لاعبًا أجنبيَّا، أي حوالي ربع إجمالي اللاعبين، وفي عام 2008 كان لديه 75 لاعبًا من 32 دولة مختلفة. في 14 يناير 2008 أعلن الإن بي إيه عن تشكيل الرابطة الوطنية لكرة السلة في الصين (مشروع مشترك بين الإن بي إيه وإي إس بي إن والشركات الصينية)، والتي ستدير جميع أعمال الدوري في الصين، وسيترأسها تيم تشين (الرئيس التنفيذي السابق لمايكروسوفت الصين). استعدادًا لدورة الألعاب الأولمبية الصيفية لعام 2008 في الصين، افتتح الإن بي إيه متجرًا رئيسيًّا في بكين، واختيرت مجموعة جون ياو لقيادة عمليات التسويق لمتجر البيع بالتجزئة. يمتلك الإن بي إيه حاليًا متجرين في الصين (كلاهما في بكين)، افتُتِح المتجر الأول في 15 يوليو 2008، ولديه 300 متر مربع من مساحة البيع بالتجزئة، ويبيع حوالي 400 قطعة مختلفة، وحضر حوالي 1,000 شخص حفل الافتتاح. كشفت التقارير عن مبيعات قمصان الإن بي إيه على مدى السنوات الثلاث الماضية (2006-2009) أن كوبي براينت من فريق لوس أنجلوس ليكرز هو القميص الأكثر مبيعًا في الصين، وسقط ياو مينغ من المركز السادس إلى العاشر ثم عاد إلى المركز السادس، بينما ظل زميله في فريق هيوستن روكتس تريسي مكجرادي في المرتبة الثالثة لموسمين متتاليين ثم تراجع إلى المركز الرابع في عام 2009.

## روابط خارجية
- الموقع الرسمي للمتجر نسخة محفوظة 10 فبراير 2016 على موقع واي باك مشين.
- الموقع الرسمي للمتجر بلغة الماندرين